# The N.W.A Legacy, Vol. 1: 1988–1998
The N.W.A Legacy, Vol. 1: 1988–1998 är ett samlingsalbum av hiphopgruppen N.W.A, släppt den 23 mars 1999 på Ruthless Records via Priority Records.

## Låtlista
| 1.  | "Straight Outta Compton" (N.W.A)                                   | Straight Outta Compton | 4:26 |
| 2.  | "Boyz-n-the-Hood (Remix)" (Eazy-E)                                 | N.W.A. and the Posse   | 6:23 |
| 3.  | "It Was a Good Day (Remix)" (Ice Cube)                             | The Predator           | 4:31 |
| 4.  | "Dead Homiez" (Ice Cube)                                           | Kill at Will           | 3:57 |
| 5.  | "Steady Mobbin'" (Ice Cube)                                        | Death Certificate      | 4:13 |
| 6.  | Guerillas in Tha Mist (Da Lench Mob)                               | Guerillas in tha Mist  | 4:27 |
| 7.  | "Westside Slaughterhouse" (Mack 10)                                | Mack 10                | 5:00 |
| 8.  | "Bow Down" (Westside Connection)                                   | Bow Down               | 3:30 |
| 9.  | "The Gangsta, the Killa and the Dope Dealer" (Westside Connection) | Bow Down               | 4:13 |
| 10. | "Only in California" (Mack 10)                                     | Based on a True Story  | 4:43 |
| 11. | "Nothin' But the Cavi Hit" (Mack 10 och Tha Dogg Pound)            | Rhyme & Reason         | 4:05 |
| 12. | "Color Blind" (Ice Cube)                                           | Death Certificate      | 4:31 |
| 13. | "Final Frontier" (MC Ren)                                          | Kizz My Black Azz      | 4:10 |

| 1.           | "Westsyde Radio Megamix" (N.W.A)               | Ej tidigare släppt                | 14:47   |
| 2.           | "We Want Eazy" (Eazy-E)                        | Eazy-Duz-It                       | 5:02    |
| 3.           | "Trust No Bitch" (Penthouse Players Clique)    | Paid the Cost                     | 5:03    |
| 4.           | "Fuck tha Police" (N.W.A)                      | Straight Outta Compton            | 5:48    |
| 5.           | "Alwayz into Somethin'" (N.W.A)                | Niggaz4Life                       | 4:26    |
| 6.           | "No One Can Do It Better" (The D.O.C.)         | No One Can Do It Better           | 4:52    |
| 7.           | "California Love" (Tupac Shakur feat. Dr. Dre) | All Eyez on Me                    | 4:52    |
| 8.           | "Keep Their Heads Ringin'" (Dr. Dre)           | Friday                            | 5:07    |
| 9.           | "Let Me Ride" (Dr. Dre)                        | The Chronic                       | 4:23    |
| 10.          | "Natural Born Killaz" (Ice Cube och Dr. Dre)   | Murder Was the Case               | 4:53    |
| 11.          | "Murder Was the Case" (Snoop Dogg)             | Murder Was the Case               | 4:22    |
| 12.          | "In California" (Daz Dillinger)                | Retaliation, Revenge and Get Back | 5:10    |
| 13.          | "The Last Song" (Above the Law)                | Livin' Like Hustlers              | 6:20    |
| Total längd: | Total längd:                                   | Total längd:                      | 1:32:74 |

## Topplistor
| Land eller världsdel   | Högsta listplacering |
| ---------------------- | -------------------- |
| Billboard 200          | 77                   |
| Top R&B/Hip-Hop Albums | 42                   |